# Campionato europeo di pallanuoto 2008 (femminile)
Il campionato europeo di pallanuoto 2008, che fu la XII edizione femminile, si è svolto a Malaga (Spagna) dal 3 al 13 luglio 2008. L'evento è stato organizzato dalla Ligue Européenne de Natation (LEN) in collaborazione con la Real Federación Española de Natación.
Gli incontri si sono disputati nel Centro Acuático de Málaga e hanno partecipato alla competizione 8 squadre divise in due gruppi da 4.

## Squadre partecipanti
| Gruppo A    | Gruppo B |
| ----------- | -------- |
| Germania    | Francia  |
| Paesi Bassi | Grecia   |
| Russia      | Italia   |
| Spagna      | Ungheria |

## Fase preliminare

### Gruppo A
| Squadra     | G | V | N | P | GF | GS | DR  | PTS |
| ----------- | - | - | - | - | -- | -- | --- | --- |
| Spagna      | 3 | 2 | 1 | 0 | 33 | 26 | +7  | 7   |
| Russia      | 3 | 2 | 0 | 1 | 34 | 27 | +7  | 6   |
| Paesi Bassi | 3 | 1 | 1 | 1 | 26 | 24 | +2  | 4   |
| Germania    | 3 | 0 | 0 | 3 | 23 | 39 | -16 | 0   |

- Risultati

| Data     | Ora   | Partita     | Partita | Partita  |
| -------- | ----- | ----------- | ------- | -------- |
| 05.07.08 | 13.30 | Spagna      | 10-9    | Russia   |
| 05.07.08 | 15.00 | Paesi Bassi | 9-6     | Germania |
| 06.07.08 | 13.30 | Paesi Bassi | 10-10   | Spagna   |
| 06.07.08 | 15.00 | Germania    | 10-17   | Russia   |
| 07.07.08 | 12.00 | Paesi Bassi | 7-8     | Russia   |
| 07.07.08 | 13.30 | Spagna      | 13-7    | Germania |

### Gruppo B
| Squadra  | G | V | N | P | GF | GS | DR  | PTS |
| -------- | - | - | - | - | -- | -- | --- | --- |
| Italia   | 3 | 2 | 1 | 0 | 32 | 16 | +16 | 7   |
| Ungheria | 3 | 1 | 2 | 0 | 21 | 16 | +5  | 5   |
| Grecia   | 3 | 1 | 1 | 1 | 31 | 19 | +12 | 4   |
| Francia  | 3 | 0 | 0 | 3 | 10 | 43 | -33 | 0   |

- Risultati

| Data     | Ora   | Partita  | Partita | Partita  |
| -------- | ----- | -------- | ------- | -------- |
| 05.07.08 | 12.00 | Italia   | 4-4     | Ungheria |
| 05.07.08 | 16.30 | Grecia   | 15-2    | Francia  |
| 06.07.08 | 12.00 | Italia   | 10-9    | Grecia   |
| 06.07.08 | 16.30 | Ungheria | 10-5    | Francia  |
| 07.07.08 | 15.00 | Francia  | 3-18    | Italia   |
| 07.07.08 | 16.30 | Grecia   | 7-7     | Ungheria |

## Fase finale

### Quarti di finale
| Data     | Ora   | Partita     | Partita | Partita  |
| -------- | ----- | ----------- | ------- | -------- |
| 08.07.08 | 13.30 | Russia      | 9-7     | Grecia   |
| 08.07.08 | 15.00 | Paesi Bassi | 7-9     | Ungheria |

### Semifinali
| Data     | Ora   | Partita  | Partita | Partita |
| -------- | ----- | -------- | ------- | ------- |
| 10.07.08 | 19.30 | Ungheria | 7-8     | Spagna  |
| 10.07.08 | 21.00 | Russia   | 8-5     | Italia  |

### Finale 7º posto
| Data     | Ora   | Partita  | Partita | Partita |
| -------- | ----- | -------- | ------- | ------- |
| 08.07.08 | 12.00 | Germania | 8-6     | Francia |

### Finale 5º posto
| Data     | Ora   | Partita | Partita | Partita     |
| -------- | ----- | ------- | ------- | ----------- |
| 10.07.08 | 18.00 | Grecia  | 10-11   | Paesi Bassi |

### Finale per il Bronzo
| Data     | Ora   | Partita  | Partita | Partita |
| -------- | ----- | -------- | ------- | ------- |
| 12.07.08 | 19.30 | Ungheria | 9-6     | Italia  |

### Finale per l'Oro
| Data     | Ora   | Partita | Partita | Partita |
| -------- | ----- | ------- | ------- | ------- |
| 12.07.08 | 21.00 | Spagna  | 8-9     | Russia  |

Nota
1. ↑  Tutti gli orari sono espressi in ora locale (UTC +2, CEST)

## Classifica finale
| Pos. | Squadra     |
| ---- | ----------- |
|      | Russia      |
|      | Spagna      |
|      | Ungheria    |
| 4    | Italia      |
| 5    | Paesi Bassi |
| 6    | Grecia      |
| 7    | Germania    |
| 8    | Francia     |

## Classifica marcatori
|  | Gol | Marcatore        | Squadra     |
|  | --- | ---------------- | ----------- |
|  | 16  | Pantjulina       | Russia      |
|  | 14  | Antigoni Roubesi | Grecia      |
|  | 12  | Mieke Caubot     | Paesi Bassi |
|  |     | Bianca Gil       | Spagna      |
|  | 11  | Tania Di Mario   | Italia      |
|  |     | Sof'ja Konuch    | Russia      |
|  | 10  | Iefke van Belkum | Paesi Bassi |
|  | 8   | Jennifer Pareja  | Spagna      |
|  |     | Anikó Pelle      | Ungheria    |
|  |     | Lina Rohe        | Germania    |
|  |     | Agnes Valkai     | Ungheria    |

### Premi
- Miglior giocatrice:  Blanca Gil
- Miglior portiere:
- Miglior goleador:  Pantjulina (16 gol)

## Fonti
- (EN) Omegatiming.com. URL consultato il 2 aprile 2016 (archiviato dall'url originale l'11 maggio 2009).